# Соколівка (гміна, Бібрський повіт)
Ґміна Соколівка (пол. Gmina Sokołówka) — колишня (1934—1939 рр.) сільська ґміна Бібрського повіту Львівського воєводства Польської республіки (1918—1939) рр. Центром ґміни було село Соколівка.

1 серпня 1934 р. було створено ґміну Соколівка в Бібрському повіті. До неї увійшли сільські громади: Бриньце Церкєвне, Бриньце Заґурне, Ходерковце, Чижице, Дзєвєнтнікі, Ятвєнґі, Кологури, Мюльбах, Пєтнічани, Соколувка і Вибранувка.